# Carla Stüwe
Carla Anna Elise Stüwe auch Carla Stuewe (* 18. November 1891 in Hamburg; † 1. April 1981 in Süderbrarup) war eine deutsche Fotografin.

## Leben

### Familie
Carla Stüwe war die Tochter des Fotografen Karl Heinrich Stüwe (* 21. Juli 1863 iun Lübeck; † 6. Juni 1930 in Süderbrarup).
Sie blieb zeit ihres Lebens unverheiratet.

### Werdegang
Nachdem sich ihr Vater 1898 in Süderbrarup und ab 1905 in der dortigen Heuländer Str. 1 niedergelassen hatte, wurde sie bereits in jungen Jahren mit der Fotografie vertraut und ging nach der Schulzeit zuerst bei ihm und später bei einem Flensburger Fotografen in die Lehre. Anschließend kehrte sie danach als Hilfskraft in das Geschäft ihres Vaters zurück und übernahm nach dessen Tod das verschuldete Atelier, hierbei behielt sie den Namen Carl Stuewe, Lichtbildnerei bei.
Um ihre finanzielle Situation zu verbessern, arbeitete sie viel allein und schrieb dazu noch Zeitungsberichte für den Schleiboten.
Während der 1930er und 1940er Jahre fuhr sie mit dem Fahrrad zu ihren Kunden, die in einem Umkreis von bis zu fünfzehn Kilometern um Süderbrarup lebten. Während des Zweiten Weltkriegs fotografierte sie unter anderem auch Kriegsgefangene im Kreis Schleswig.
Erst 1971 gab sie ihre Tätigkeit auf.
In ihren letzten Lebensjahren entwickelte und retuschierte sie nur noch Filme.
In fast drei Generationen dokumentierte die Familie Stüwe Personen und Ereignisse in Süderbrarup und dessen Umgebung, allerdings ging der eine halbe Million Platten umfassende Negativbestand größtenteils verloren.